# Pino (Francia)
Pino (in corso Pinu) è un comune francese di 177 abitanti situato nel dipartimento dell'Alta Corsica nella regione della Corsica.

## Geografia
Pino sorge sulla costa occidentale della penisola di Capo Corso.

## Monumenti e luoghi d'interesse
- Chiesa di Santa Maria Assunta
- Convento di San Francesco
- Oratorio di Santa Lucia
- Oratorio di Santa Croce

## Società

### Evoluzione demografica
Abitanti censiti